# 刘美含
刘美含（1991年4月9日—），中国女演员、歌手，毕业于北京外国语大学日语专业。14岁出道至今接拍过多部影视作品，曾出演知名电视剧《巴啦啦小魔仙》中的严莉莉一角。2009年湖南卫视“快乐女声”全国第15名，赛后签约天娱传媒并加入女子组合i Me。

## 生平

### 早期演艺经历
刘美含出生于广东省深圳市，母亲是武汉人。由于母亲是一名临时演员的缘故，她从小便受到影视方面的熏陶，接受过声乐、舞蹈和钢琴的训练。
2003年，刘美含进入深圳外国语学校日语班学习。由于性格外向且具有很高的表演天分，2005年10月，还在上初三的她被选中参演电视剧《女生日记》，从此开始了自己的演艺道路。之后她相继出演了几部电视剧和电视纪录片，并接拍了多支广告。
2007年8月，首次作为主演拍摄了魔法少女题材电视剧《巴啦啦小魔仙》，出演反派“小黑魔仙”严莉莉，该剧播出后成为她早年的重要代表作品。2008年6月，又与张智霖、蔡少芬等合作出演了香港ATV电视剧《胜者为王》。
除了影视方面的优异表现，刘美含还具备音乐方面的才华，曾获得深圳十大校园歌手比赛个人金奖和香港国际青少年才艺大赛声乐组金奖。其首张创作EP《成长圆舞曲》于2009年4月9日正式发行，收录了她本人作词作曲的两首歌曲《成长圆舞曲》和《It's me》。
另外难能可贵的是，在参加演艺活动的同时，刘美含没有放松自己的学业。高中毕业后，她以优异的成绩被保送至北京外国语大学日语系。

### 快乐女声与i Me
2009年湖南卫视“快乐女声”比赛开始后，刘美含从广州赛区一路挺进到了全国总决赛，与刘惜君一起被誉为广州赛区的明星选手。在6月13日的300进60第五场中凭借独有的日语歌和活泼的现场表现顺利晋级。然而7月3日的18进10第二场中，因发挥失常而意外遭淘汰，最终获得全国第15名。
在快女比赛之前，天娱传媒便计划从中挑选合适成员来打造一支女子组合。由于拥有甜美的外形、丰富的演艺经历、难得的创作天分并且会说日语，因此早在比赛时刘美含便被视为新组合的不二人选。比赛结束后，她顺利地成为了这支新打造的跨国女子组合“i Me”的成员。

## 参赛经历
- 2005年，深圳十大校园歌手比赛，获组合银奖
- 2006年，深圳十大校园歌手比赛，获个人金奖
- 2006年，星空卫视《Y8》主持人海选进入全国总决赛，获网络人气冠军
- 2006年，代表深圳参赛全国少儿舞台剧《聪明的安琪儿》，饰 安琪儿
- 2007年，“星星火炬”全国青少年艺术英才选拔大赛声乐组，获广东省金奖、全国铜奖
- 2008年，香港国际青少年才艺大赛，获声乐组金奖
- 2009年，湖南卫视“快乐女声”比赛，获全国第15名

## 作品

### 电影
- 2011年《开心魔法》 东山排球队员
- 2014年《心花路放》 湖南辣妹
- 2020年《写给往昔的未来》(網絡電影) 王汐
- 2024年《逆行人生》
- 2025年《大奉打更人之世间无我这般人》(網絡電影) 飾 褚采薇

### 电视剧/网络剧
- 2007年，《女生日记》饰 郝佳（网络播出）
- 2008年，《巴啦啦小魔仙》饰 严莉莉
- 2010年，《芳邻》饰 小静
- 2010年，《胜者为王》饰 姜慧
- 2011年，《夏日甜心》之《夏恋》(网络剧)饰 Summer（电视剧《落跑甜心》外传）
- 2012年，《童话二分之一》饰 京麒
- 2015年，《青春万万岁》
- 2015年，《“北上广”不相信眼泪》饰 梁伊
- 2016年，《十五年等待候鸟》饰 李君
- 2016年，《我叫郝聪明之笨蛋爱上两个你》(网络剧)饰 郝聪明
- 2016年，《最好的我们》饰  日本女孩 （第4集客串）
- 2017年，《寻人大师》饰 陈亦男
- 2017年，《天泪传奇之凤凰无双》饰 云乐
- 2018年，《单恋大作战》饰 夏白橙
- 2019年，《大宋少年志》饰 雲霓
- 2021年，《暗恋橘生淮南》飾 江百麗
- 2021年，《突如其来的假期》(网络剧)饰 易祖竹/山竹
- 2021年，《我是真的爱你》飾 小黄
- 2022年，《镜·双城》饰 离珠
- 2022年，《关于唐医生的一切》飾 黎樱
- 2022年，《卿卿日常》(网络剧)飾 宋舞
- 2022年，《是谁偷吻我》(网络微剧)饰 韩婷婷
- 2023年，《去有风的地方》饰 羅麗(客串)
- 2024年，《我的归途有风》(网络微剧)饰 许有风
- 2024年，《别对我动心》(网络剧)飾 黄婕
- 2024年，《大奉打更人》(网络剧)飾 褚采薇
- 2025年，《法官的荣耀》(网络微剧)飾 林子涵
- 2025年，《人生若如初见》*[註 1]飾 李珠姬
- 待播，《兰香如故》饰 吕蕺儿
- 待播，《长风起》(网络剧)飾

### 综艺节目
- 2011年《舞动奇迹》第三季

### 电视纪录片
- 2006年，《缺失的青春》饰 小美
- 2006年，《离家少女》饰 孙菲菲
- 2007年，日本NHK电视台《世界奇闻》饰 陈美
- 2007年，《爸爸的情人》饰 女儿佳佳

### 个人EP
- 2009年4月9日，《成长圆舞曲》

### MV
- 何炅/黄韵玲《我们约会吧》
- 何炅《思念的距离》

## 轶事
- 由于从中学开始就学习日语，刘美含是一个标准的“日饭”，除了是日本男子团体w-inds.的粉丝，还担任过百度贴吧Berryz工房吧的大吧主。

## 備註
1. ↑  《人生若如初见》曾於2022年7月18日在爱奇艺平台上线6集剧集，但1小时后撤下